# Klana
Klana je mjesto i općina u Hrvatskoj, u Primorsko-goranskoj županiji, na Krasu  sjeverozapadno od Rijeke.

## Zemljopis
Naselje Klana je smješteno na 564 m nadmorske visine, u brdsko planinskom dijelu Krasa, iznad Riječkog zaljeva (18 km sjeverno od grada Rijeke), a graniči sa Slovenijom (sjeverno) i Gorskim kotarom (istočno). Istoimenoj općini pripadaju i naselja Breza, Škalnica, Lisac i Studena. Taj kraj ima oštriju klimu, s relativno slabim utjecajem toplog morskog zraka, jer je brdskim područjem odvojen od Kvarnera. Područje je bogato tipičnom krškom šumom.

## Stanovništvo
Po popisu stanovništva iz 2001. godine, općina Klana imala je 1931 stanovnika, raspoređenih u 5 naselja:
- Breza – 53
- Klana – 1176
- Lisac – 107
- Studena – 409
- Škalnica – 186

| broj stanovnika | 1659  | 1398  | 1693  | 1852  | 1867  | 2099  | 2371  | 2724  | 2397  | 2529  | 2443  | 2322  | 2096  | 1998  | 1931  | 1975  | 1845  |
|                 | 1857. | 1869. | 1880. | 1890. | 1900. | 1910. | 1921. | 1931. | 1948. | 1953. | 1961. | 1971. | 1981. | 1991. | 2001. | 2011. | 2021. |

| broj stanovnika | 888   | 764   | 868   | 970   | 922   | 1057  | 1235  | 1489  | 1420  | 1486  | 1496  | 1395  | 1242  | 1180  | 1176  | 1203  | 1147  |
|                 | 1857. | 1869. | 1880. | 1890. | 1900. | 1910. | 1921. | 1931. | 1948. | 1953. | 1961. | 1971. | 1981. | 1991. | 2001. | 2011. | 2021. |

## Povijest
Ime Klana prvi put se spominje 1235. g. u zapisu o posjetu pulskog biskupa (u rimskoj biblioteci). Zbog svog zemljopisnog položaja na raskrižju putova sa sjevera prema jugu i s istoka prema zapadu, kao i zbog svojih šuma koje obiluju divljači i izvorima pitke vode, ovo područje bilo je pogodno za život još u željezno doba na što ukzuju nalazi japodsko-keltske kašteljerske kulture iz 6./5. st. pr.n.e.
Slaveni prodiru na Kras i u sjeveroistočnu Istru već u VII. st. .  Podatak iz vatikanskog arhiva svjedoči o staroslavenskoj liturgiji u crkvici sv. Trojstva na Gradini u XIII. st., a koristila se glagoljica, na što ukazuje glagoljski natpis iz 1439. g. uzidan iznad vrata sakristije župne crkve sv. Jerolima. O čitanju mise na staroslavenskom u XVII st. piše i Jochann Weichard Valvasor.
U srednjem vijeku Klana je bila važno trgovište i ograđena mitnica, a ovuda se odvijala i poštanska služba između tadašnje Kranjske i Rijeke. Područje Klane je do 12. st. u posjedu Pulske biskupije koji 1139. istočni Kras (in Carsiis, in partibus Carsiœ), tj. Kastav Veprinac, Mošćenice i Rijeku daruje germanskim feudalacima iz Devina iza kojih je slijedla obitelj Walsee, a od 15. st. pa sve do 1918. g. – uz kratku vladavinu Napoleonove Francuske – ustaljena je vlast austrijskih Habsburgovaca koji Klanu darivaju ili daju u zakup raznim gospodarima. U to doba je Klani kao i cijeloj Europi prijetila stalna opasnost od Turaka koji su više puta poharali ovaj kraj. No 2. veljače 1559. g. Turci pod vodstvom Malkoč–bega ovdje doživljavaju težak poraz.
Godine 1843. u Klani počinje s radom pučka škola, a prvi poznati učitelj bio je Josip Corsiga. Nakon ukidanja kmetstva 1848. g. Klanjci 1861. od baruna Andrije Negovetića otkupljuju njegov dio posjeda, pa tako i pravo na izbor župana koje je zamrlo početkom XX. st. Klanu 1870.g. pogađa katastrofalni potres koji je uništio većinu kuća, ali na sreću ljudskih žrtava nije bilo. Iste godine osnovana je pošta, a 1882. uvedena je plinska rasvjeta.
Početkom XX. st. Klana se – unatoč gubitku važnosti iz prošlih stoljeća zbog izgradnje nove, južnije trase ceste iz Rijeke za Postojnu i Trst – i dalje razvija. Tako je 1908. g. pošta dobila telegraf, 1911. osniva se pilanu, a 1913. Klana dobiva prvi vodovod. U to vrijeme osnovana je i čitaonica, knjižnica i mandolinističko društvo.
Raspadom Austro-Ugarske 1918. g., prema Londonskom sporazumu iz 1915., Klanu kao i sva okolna mjesta okupira Kraljevina Italija. Rapalskim ugovorom dvije godine kasnije povučena je granica između Klane i Studene, tako da je Studena ostala u sastavu Kraljevine SHS, a Klana, Škalnica, Lisac i Breza pripojeni su Italiji. Klana ubrzo postaje jedan od najvećih pograničnih garnizona kraljevine Italije, gdje biva stacionirano i do 10 000 vojnika. No unatoč toj velikoj koncentraciji trupa i pokušaju odnarođivanja koji je odmah počeo raznim represijama i uvođenjem talijanskog jezika u školu i druge ustanove, Klanjci su ipak očuvali svoju nacionalnu svijest, a jedan od najhrabrijih čuvara hrvatskog jezika bio je župnik Ivan Koruza, inače Slovenac, koji je u Klani bio od 1896. – 1942.
Sredinom 30-ih godina mnogi su Klanjci mobilizirani i poslani u rat u Abesiniju (Etiopiju). Kapitulacijom Italije ZAVNOH-a  1943. g., donaša odluku da se Klanu zajedno s većim dijelom Istre pripaja Hrvatskoj. U Klanu dolaze Nijemci i 1944. još bolje utvrđuju Rapalsku granicu, tako da se u travnju i svibnju 1945. ovdje vode žestoke borbe. Klana je napokon oslobođena 5.svibnja 1945.
Nakon II. svj. rata, Klana je od 1945. do 1953. samostalna općina, a potom Mjesna zajednica u okviru bivše Općine Rijeka. U Klani postoje pilana i šumarija, izgrađena je nova škola, vatrogasni dom, zadružni dom, obnovljene su crkve i unatoč depopulacije klanjsko se područje urbanizira. U neovisnoj Hrvatskoj, 1993., Klana ponovno postaje općina zajedno sa Studenom, Škalnicom, Liscem i Brezom.

## Gospodarstvo
Osim ratarstvom i stočarstvo, žitelji se bave i preradom drva. U mjestu se nalazila pilana koja je zapošljavala oko 400 radnika koja je propala u procesu obnove kapitalizma.

## Poznate osobe
- Matko Laginja, hrvatski pravnik i političar.

## Spomenici i znamenitosti
- Tursko groblje
- Romanička crkvica sv. Trojstva

## Obrazovanje
Za početak organiziranog školstva u Klani prihvaćena je 1843. godina. Od onda s nastava odvijala na više lokacija do 1968. g. kada je izgrađena nova školska zgrada.
Na Liscu, u Škalnici i u Brezi u vrijeme Italije organiziraju se posebne škole, a u Studeni se 1922. g. organizira nastava u jednoj sobi privatne kuće za 62 učenika, a 1934. izgrađena je škola koja je djelovala (samo niži razredi) sve do devedesetih godina.
Danas u Klani djeluje osnovna škola koju pohađa 123 učenika iz svih mjesta općine, a dječji vrtič koji je otvoren 2001. pohađa 46-ero djece. U obrazovne svrhe djelomično služi i Multimedijalni centar u kojemu se organiziraju različiti tečajevi za sve dobne skupine.

## Kultura
Organizacija kulturnog života u Klani počinje već krajem 19. st. kada učitelj Jakob Lusnik podučava zborno pjevanje, a neki imućniji mještani počinju nabavljati hrvatski tisak koji se čita i širi kroz mjesto. Tako je 1902. g. osnovan mandolistički orkestar i zbor, a 1904. Čitalnica "Napried". U to vrijeme u Klani kao učitelj djeluje Ivan Matetić Ronjgov koji uz crkveno podučava i svjetovno zborno pjevanje. Kontinuitet razvoja kulturnih djelatnosti prekida I. svj. rat kada s radom prestaju mandolinisti i zbor, a u vrijeme talijanske vladavine zamire svaki vid kulturne aktivnosti. Nakon II. svj. rata osniva se Dom kulture u sklopu kojega djeluju čitaonica i knjižnica, obnavlja se kino dvorana, a ponovno se osniva mandolinističko društvo i zbor, koji međutim djeluju svega nekoliko godina. Jedinu konstantu organiziranog kulturnog djelovanja predstavlja crkveno pjevanje, koje u Klani nikad nije zamrlo.
Danas u Klani djeluje Mješoviti lovački pjevački zbor "Matko Laginja", osnovan 1979. g. koji je od tada nositelj i organizator mnogih kulturnih zbivanja u kraju. Tu je i crkveni pjevački zbor, a ulogu čitaonice i knjižnice zauzima Multimedijalni centar u kojem se uz pristup internetu putem petnaestak računala, nudi i mnoštvo knjiga i DVD-ova. Ovdje djeluje i katedra Čakavskog sabora "Društvo za povijesnicu Klane", kojem je zadatak istraživanje i očuvanje povijesne i kulturne baštine kraja, i u sklopu kojega je otvorena Etnografska kuća – Rebičina hiša.

## Šport
- Boćarski klub "Sveti Rok"
- NK Klana

## Vanjske poveznice
- Službene stranice Općine Klana